# Менська Вікіпедія
Менська Вікіпедія — розділ Вікіпедії менською мовою. Створена у 2003 році. Менська Вікіпедія станом на 27 березня 2025 року містить 6853 статті, 21 553 зареєстрованих користувачів, 26 активних дописувачів, 3 адміністраторів
. Загальна кількість сторінок в менській Вікіпедії — 35 467, редагувань — 357 431, завантажених файлів — 175
. Глибина (рівень розвитку мовного розділу) менської Вікіпедії велика і становить 175.7 пунктів
.

## Історія
В 2009 налічувала 2890 статей та 134 користувачі.